# قاو دي
قاو دي (بالصينية: 高狄) هو سياسي صيني، ولد في نوفمبر 1927. حزبياً، نشط في الحزب الشيوعي الصيني. وقد انتخب عضو دائم في اللجنة الوطنية للمؤتمر الاستشاري السياسي للشعب الصيني خلال فترته النيابية ‏ وانتخب عضو في اللجنة الوطنية لجمهورية الصين الشعبية خلال فترته النيابية ‏.